# Музей декоративного искусства (Париж)
Музей декоративного искусства в Лувре (фр. Musée des arts décoratifs de Paris), входящий в структуру организации Les Arts Décoratifs, иллюстрирует традиционный французский стиль жизни. Это единственный французский музей, представляющий декоративное искусство от Средних Веков до современности. Ранее подобный музей создавался с 1864 года стараниями «Союза изобразительных искусств в применении к промышленности» под патронажем императора Наполеона III
Новый музей был создан в 1905 году по инициативе Общества декоративного искусства на основе собрания скончавшегося в 1899 году русского эмигранта, выдающегося коллекционера А. П. Базилевского. Музей находится в павильоне Морсан — уцелевшей части дворца Тюильри, являющейся северным крылом Лувра.
Из более 150 000 артефактов в постоянной экспозиции выставлены около 6000 предметов. Музей предлагает одновременно хронологический и тематический отделы.
В музее представлены практически все когда-либо использовавшиеся во Франции декоративные техники и материалы, выставлены многие типичные для своей эпохи и культуры объекты: заколки для галстука, кукольный домик, фотообои и т. д.
- Средние века
- Возрождение
- XVII—XVIII века
- XVIII—XIX века
- Модерн
- Арт-деко
- 1940-е годы
- 1950-е годы
- 1960—1970-е годы
- 1980—1990-е годы
- От 1990-х годов до наших дней

- Салон дерева 1900
- Галерея драгоценностей
- Галерея игрушек
- Галерея Жана Дюбюффе